# Pastrami

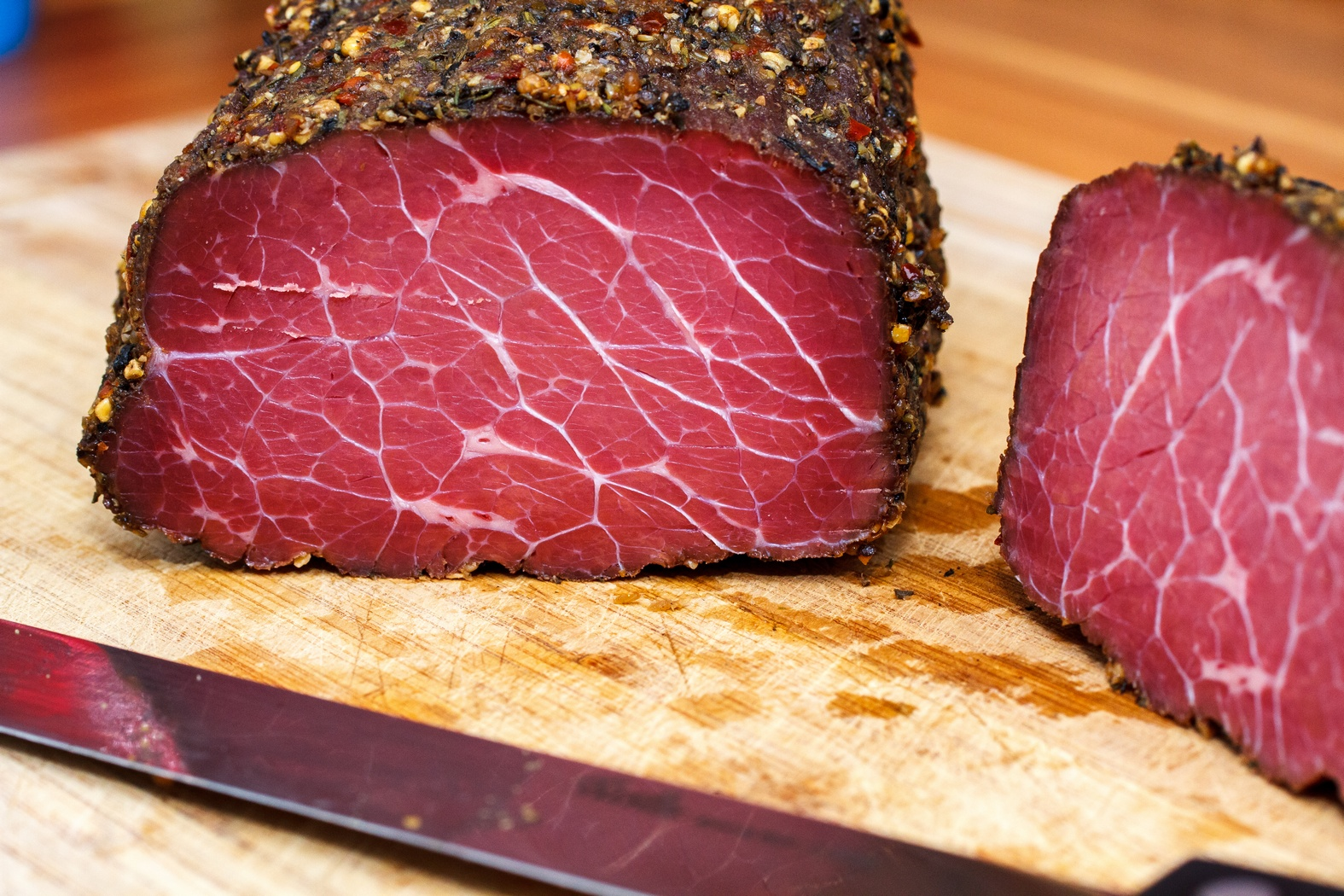
Pastrami aus Tafelspitz

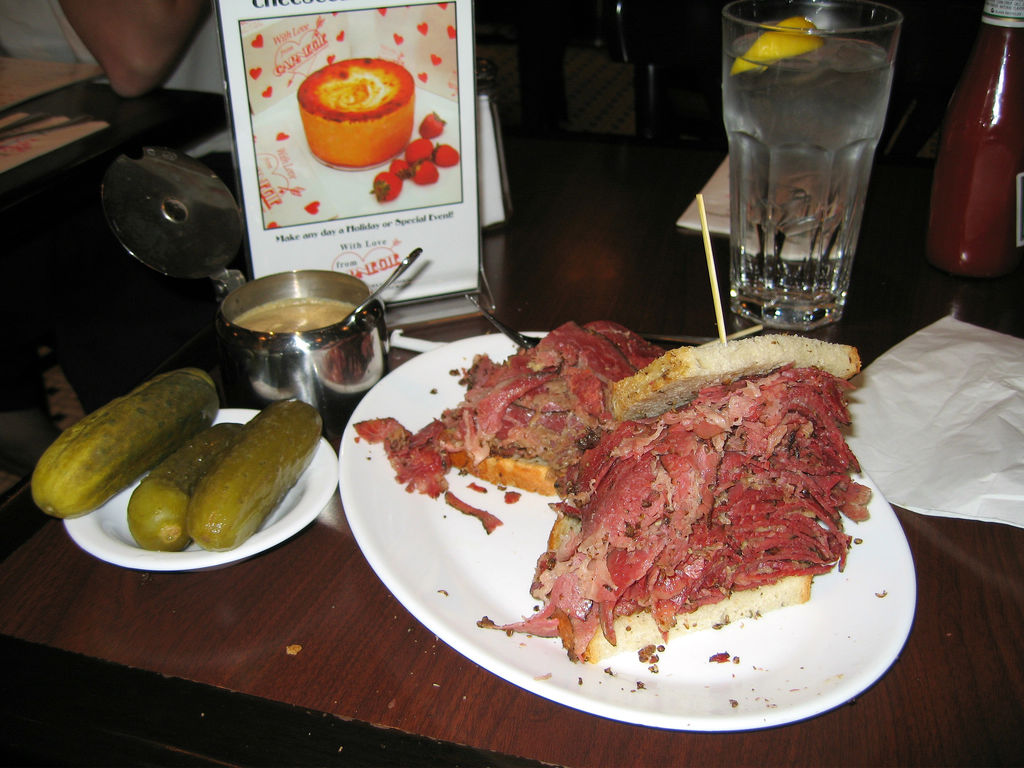
Pastrami-Sandwich

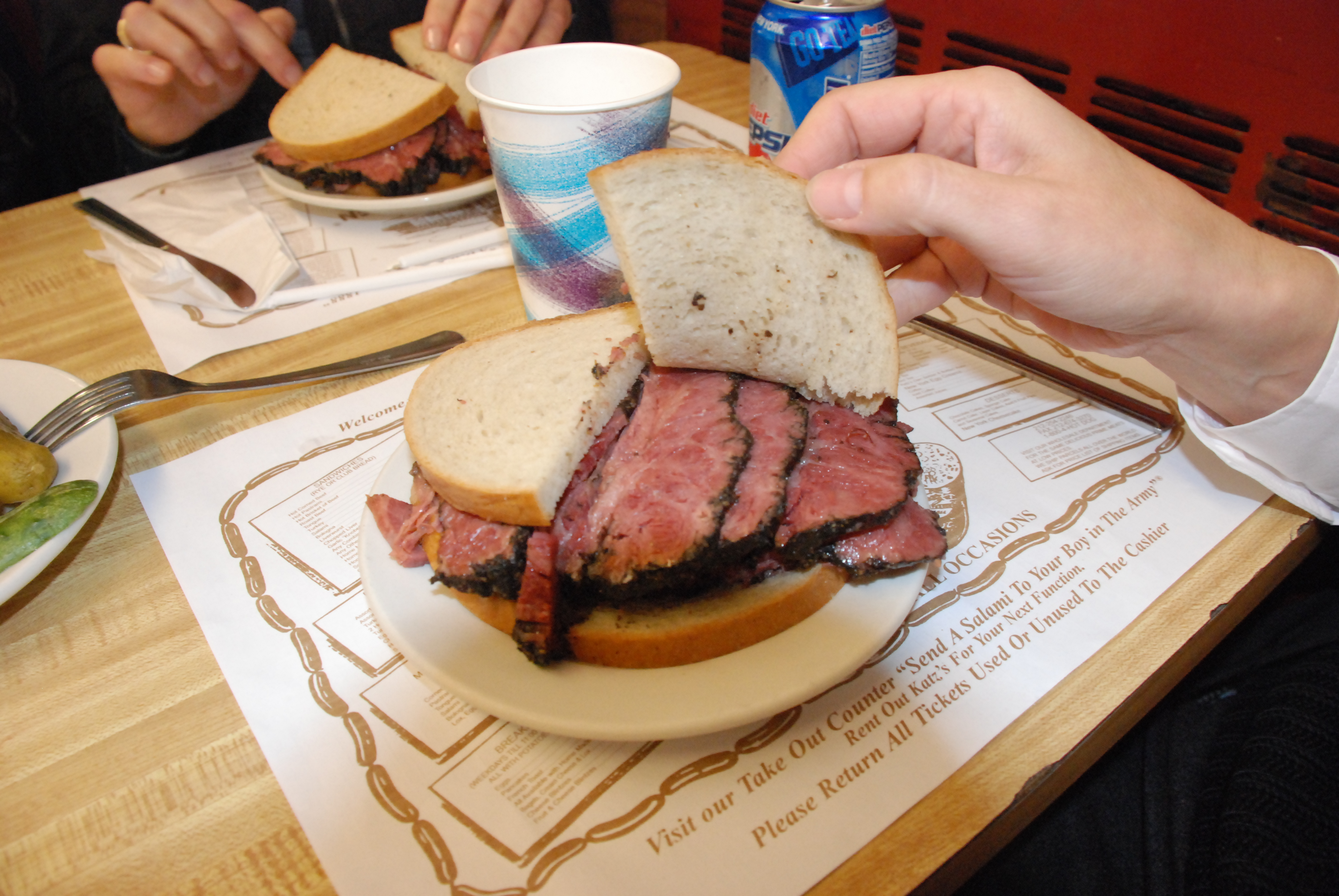
Pastrami-Sandwich bei Katz’s Deli in New York City

Pastrami bezeichnet gepökeltes und geräuchertes gewürztes Rindfleisch, das in dünnen Scheiben als Brot- oder Sandwichbelag verzehrt wird. Meist wird das Schulterstück verwendet, in den USA häufig die Rinderbrust.

## Herkunft
Pastrami ist vermutlich zum Ende des 19. Jahrhunderts aus dem Königreich Rumänien über die jüdische Küche in die USA eingeführt und dort sehr populär geworden. In den USA wird Pastrami in zwei Varianten angeboten. Pastrami New York Style ist üblicherweise schärfer gewürzt als das mildere Pastrami American Style. Im Gegensatz zum Schinken ist Pastrami als Rindfleischprodukt vereinbar mit jüdischen (koscher) und islamischen (halāl) Speisevorschriften, sofern die entsprechenden Schlachtvorschriften eingehalten wurden.

## Herstellung
Das rohe Fleisch wird in einer stark mit Muskat, Knoblauch, Nelkenpfeffer, Pfeffer, Paprika und Salpeter gewürzten Lake gepökelt, danach geräuchert und meist mit einer Kruste von Pfefferkörnern ummantelt. Ähnlich wie beim Corned Beef diente die Herstellungsmethode ursprünglich zur Verlängerung der Haltbarkeit des Fleisches, bevor es zuverlässige Kühlmöglichkeiten gab.

## Etymologie
Das Wort gelangte in der jiddischen Form pastrame ins amerikanische Englisch, wurde – vermutlich in Anlehnung an salami – zu pastrami umgeformt und gelangte in dieser Gestalt auch ins Deutsche. Unzweifelhaft ist die Herkunft des jiddischen Wortes vom rumänischen pastramă „geräuchertes, stark gewürztes Fleischstück“. Über die weitere Etymologie gibt es verschiedene Theorien. Das Dicționarul etimologic român, das Dicționarul Explicativ Al Limbii Române und das Oxford English Dictionary führen das Wort – teils über die neugriechischen Formen παστραμάς (pastramás) oder παστουρμᾶς (pastourmãs) – auf das türkische Pastırma zurück.
Das türkische Wort wird seinerseits auf ein älteres Substantiv bastırma „die Pressung, das Gepresste“, sodann auf die Verbalformen bastırmak „niederdrücken“ bzw. basmak „etwas drücken, pressen“ und letztlich auf das alttürkische basmaq zurückgeführt. Der Überlieferung nach machte das türkische Reitervolk das Fleisch dadurch haltbar, dass man es beim Reiten unter den Sattel legte, so dass die Flüssigkeit herausgepresst wurde.
Hingegen leitete bis zur vierten Auflage das American Heritage Dictionary das Wort vom rumänischen Verb a păstra „konservieren, haltbar machen“ ab, das seinerseits wiederum entweder auf vulgärlateinisch *parsitare „aufheben, sparen“ oder aber auf das griechische παστώνω (pastṓnō) „durch Einsalzen haltbar machen“, vom griechischen παστός (pastós) „gesalzen“, zurückgeführt wird. Die Osmanen hätten demnach eine gesalzene Fleischspezialität namens παστόν (pastón) in dem von ihnen eroberten Oströmischen Reich – oder dessen anatolischen Provinzen, namentlich im kappadokischen Caesarea – vorgefunden und adaptiert.